# فرودگاه آلبرتا (چیمپسون)
فرودگاه آلبرتا (چیمپسون) (به انگلیسی: Chipman Airport (Alberta)) یک فرودگاه همگانی است که یک باند فرود چمن دارد و طول باند آن ۷۹۲ متر است. این فرودگاه در کشور کانادا قرار دارد و در ارتفاع ۶۶۹ متری از سطح دریا واقع شده‌است.